# マルシン工業 (ヘルメットメーカー)
マルシン工業株式会社は、東京都葛飾区に本社を置いていた日本のヘルメットメーカー。遊戯銃の製造・販売を行っているマルシン工業とは同名異業種の会社である。2018年に東京都足立区に本社を移転した。

## 概要
自動車・オートバイ用の風防の製造・販売でスタートし、1962年から30年間は国内の自社工場でヘルメットを生産していたが、日本国内での需要の減少と円高に伴い東南アジアでのOEM生産へ移行した。

## 歴史
1962年（昭和37年）以来、ヘルメット製造販売をしている。